# Hacı Əhmədov
Hacı Əhmədov (ur. 23 listopada 1993 w Baku, Azerbejdżan) – azerski piłkarz występujący na pozycji obrońcy. W reprezentacji Azerbejdżanu zadebiutował w 2012 roku. Rozegrał w niej dwa mecze.